# Người Navajo
Người Navajo (tiếng Navajo: Diné hay Naabeehó) là một dân tộc bản địa tại Tây Nam Hoa Kỳ. Sau người Cherokee, họ là bộ tộc liên bang công nhận lớn thứ nhì Hoa Kỳ với 300.460 thành viên tính đến  năm 2015. Xứ Navajo có một chính phủ độc lập quản lý một khu dành riêng cho người Navajo tại khu vực Four Corners, gồm hơn 27.000 dặm vuông trên lãnh thổ Arizona, Utah, và New Mexico. Tiếng Navajo được nói khắp xứ này và đa số người Navajo cũng nói tiếng Anh.
Bang với số người Navajo đông nhất là Arizona (140.263) và New Mexico (108.306). Hơn ba phần tư toàn dân số Navajo cư ngụ trong hai bang này.